# Сенченкова, Евгения Михайловна
Евге́ния Миха́йловна Сенченкова (род. 23 сентября 1930, г. Подольск Московской области) — советский и российский ботаник, главный научный сотрудник ИИЕТ РАН.

## Биография
Родилась 23 сентября 1930 г. в г. Подольск Московской обл. в семье рабочего Подольского механического завода им. М. И. Калинина. В 1952 г. окончила с отличием факультет естествознания МГПИ им. В. И. Ленина (ныне Московский педагогический государственный университет) по специальности химия и биология. Особый интерес проявляла к лекциям по ботанике члена-корр. АН СССР П. А. Баранова и профессора А. А. Уранова, а также к занятиям по химии профессора С. А. Балезина. В Научном студенческом обществе принимала участие в серии экспериментов о влиянии янтарной кислоты на рост и развитие растений под руководством профессора биохимии растений А. В. Благовещенского.
В 1952—1955 гг. работала научным сотрудником Государственного Биологического музея им. К. А. Тимирязева над возрождением экспозиций ботанического и эволюционного залов. После ликвидации экспозиции Музея в 1948 г., а также отстранения от обязанностей его директора академика ВАСХНИЛ М. М. Завадовского провела впервые весной 1955 г. экскурсию по новому залу, посвящённому эволюционным теориям, или, как его обычно называли, «залу дарвинизма». Родила дочь 4 ноября 1955 г.
С декабря 1956 по 1959 гг. — аспирантка Института истории естествознания и техникам АН СССР (ИИЕТ). Под руководством члена-корр. АН СССР А. А. Ничипоровича работала над диссертацией «Развитие учения о фотосинтезе растений (конец XVIII — 1-я четверть XX вв.)». В феврале 1960 г. зачислена в штат ИИЕТ младшим научным сотрудником сектора истории биологии ИИЕТ. В январе 1962 г. защитила в МГПИ диссертацию на степень кандидата биологических наук (специальность 07.00.10 — история науки и техники) и в 1969 г стала старшим научным сотрудником ИИЕТ. Одновременно в 1959—1965 гг. преподавала физиологию растений во Всесоюзном сельскохозяйственном институте заочного образования (ВСХИЗО/РГАЗУ,) и в 1966—1969 гг. историю биологии в Институте культуры.
В 1971 г. подготовила труд по истории развития учения о фотосинтезе растений в XX веке в качестве докторской диссертации. Без объяснения причин рукопись реквизирована дирекцией ИИЕТ как собственность института с запретом на её защиту. В 1986—1991 гг. исполняла обязанности руководителя Проблемной группы истории агронаук (о работе группы см. сб.: Организация в СССР исследований в области истории естествознания и техники. 1989, с.40-41). Вопреки установке вышестоящего руководства АН СССР группа была ликвидирована директором ИИЕТ В. М. Орлом, а в 1994 г. уволена из Института. При вмешательстве Президента РАН Ю. С. Осипова восстановлена на работе в 1996 г. в Отделе истории химико-биологических наук. В 2000 г. защитила в Институте физической химии РАН диссертацию «История создания хроматографии и её научных основ в трудах М. С. Цвета» на соискание учёной степени доктора химических наук (специальность 02.00.20 — хроматография, 07.00.10 — история науки и техники). С 2003 г. — главный научный сотрудник ИИЕТ. В 2016 г. уволена из Института, восстановлена на работе в 2021 г. в Отделе истории химических и биологических наук ИИЕТ по решению Верховного суда РФ от 7.12.2020.
Ученики Е. М. Сенченковой — дисснртанты: Агаев А. Е. «Развитие метода культуры тканей и клеток растений в отечественной науке и практике» (1983); Чарыева Г. А. «История изучения и использования лекарственных растений Туркменистана» (1984); Мельникова Л. В. «Формирование и основные направления развития хроматографии (с 1903 до конца 70-х годов)» (1994). Курировала подготовку диссертаций аспирантов: Либермана Л. Ф. «История развития проблемы геотропизма» (1974); Гудскова Н. Л. «История исследований засухо- и жароустойчивых растений» (1985); Рогатко С. А. «Крупные предприниматели в пищеобрабатывающей промышленности России Х1Х-начала ХХ вв.» (2010); докторанта Шадурского В. И. «Народный опыт земледелия Зауралья в XVII-начале XX вв.» (1990). Все они успешно защитили свои диссертации в ИИЕТ, Л. В. Мельникова — в ГосНИИ ИРЕА и С. А. Рогатко — в МПГУ.
Член Московского общества испытателей природы (МОИП, с 1959), Ученого совета Государственного биологического музея им К. А. Тимирязева (с 1970). Участник ВДНХ СССР по созданию и показу в павильоне «Биология» экспозиции по истории изучения фотосинтеза растений (1974). Ученый секретарь Нового Вольного экономического общества (1992—1996). Инициатор создания в 1987 г. секции истории агронаук Советского/Российского Национального объединения по истории естествознания и техники АН СССР/РАН, её заместитель председателя (1987—1993) и председатель (с 1993). Учёный секретарь (1997—2003) и сопредседатель (2003—2012) секции истории и методологии аналитической химии Научного совета по аналитической химии РАН. Член Научного совета по адсорбции и хроматографии РАН (с 2001). Председатель СНТ «Гея» (с 1995).
Список трудов Е. М. Сенченковой насчитывает более 250 публикаций, в их числе 6 монографий и свыше 50 статей в отечественных и зарубежных энциклопедиях. Преобладают исследования, направленные на выявление новых фактов, ликвидацию пробелов и неточностей в истории науки. Основное внимание уделено освещению научных заслуг ученых, чья деятельность была недооценена после их кончины (А. С. Фаминцын, М. С. Цвет, Н. И. Вавилов в области изучения истории агронаук и др.).

## Ученики и последователи
- Агаев А. Е. «Развитие метода культуры тканей и клеток растений в отечественной науке и практике» (1983);
- Чарыева Г. А. «История изучения и использования лекарственных растений Туркменистана» (1984);
- Мельникова Л. В. «Формирование и основные направления развития хроматографии (с 1903 до конца 70-х годов)» (1994).

Курировала подготовку диссертаций следующих аспирантов:
- Либермана Л. Ф. «История развития проблемы геотропизма» (1974);
- Гудскова Н. Л. «История исследований засухо- и жароустойчивых растений» (1985);
- Рогатко С. А. «Крупные предприниматели в пищеобрабатывающей промышленности России Х1Х-начала XX вв.» (2010);
- докторанта 'Шадурского В. И.' «Народный опыт земледелия Зауралья в XVII-начале XX вв.» (1990).

Все они успешно защитили свои диссертации в ИИЕТ АН СССР, Л. В. Мельникова — в ГосНИИ ИРЕА и С. А. Рогатко — в МПГУ.

## Научная работа
Список трудов Е. М. Сенченковой насчитывает более 250 публикаций, в их числе 6 монографий и свыше 50 статей в отечественных и зарубежных энциклопедиях. Преобладают исследования, направленные на выявление новых фактов, ликвидацию пробелов и неточностей в истории науки. Основное внимание уделено освещению научных заслуг ученых, чья деятельность была недооценена или даже вообще не освещалась (идеи М. В. Ломоносов о связи естествознания и сельского хозяйства, заслуги А. С. Фаминцына, М. С. Цвета, В. Н. Любименко, Н. И. Вавилова в области организации и изучения истории агронаук, В. Д. Дементьева, В. Н. Половцовойи др.).
Работа велась в трех направлениях: истории физиологии и биохимии растений, аналитической химии и аграрных наук.
1) Проблеме становления и развития учения о фотосинтезе растений Е. М. Сенченкова посвятила кандидатскую диссертацию. Затем эта тема была ею продолжена по выявлению в XX в. путей дифференциации данной проблемы и её интеграции со смежными научными дисциплинами как в области фундаментальных исследований, так и в части практического использования данных о природе фотосинтеза растений. Результаты работы были освещены в монографии «К. А. Тимирязев и учение о фотосинтезе растений» (1961), а также более чем в 50 публикациях различных научных и научно-популярных изданий. В их числе очерк о создателе первой школы российских физиологов растений А. С. Фаминцыне (1835—1918), где впервые за советские годы было возвращено доброе имя первому академику-фитофизиологу, освещены его заслуги и показана несостоятельность дискредитации его исследований (см.: Ботан. журнал. 1960, № 2, с.309-318). Более полно эти заслуги раскрыты в названной кандидатской диссертации и ряде последующих публикаций В них раскрыты заслуги менее известных или тогда совсем неизвестных физиологов растений XIX — начала XX вв. (В. Д. Дементьев,В. Н. Половцова, М. С. Цвет, В. Н. Любименко и др.). Позже показана правомерность утверждения К. А. Тимирязев в полемике с английскими физиками о действии второго закона термодинамики в процессе превращения энергии солнечного света в энергию органических веществ. Эта форма фотоэффекта, впервые описанная и продемонстрированная им, предшествовала опытам А.Энштейна по превращению солнечного света в электричество, которые были отмечены Нобелевской премией в части теории фотоэлектрического эффекта при умолчании об уже существовавшем аналоге (Годичная научная конференция ИИЕТ. М.: 2018 г. С. 337—340).
2) С начала 1970-х годов Е. М. Сенченкова изменила направление исследований с истории физиологии растений на историю создания и развития хроматографии и творчества создателя этого метода М. С. Цвета. Новое направление возникло в результате особого интереса к роли хроматографического метода в изучении фотосинтеза растений. Итоги этой работы освещены в монографиях «Михаил Семенович Цвет. 1872—1919» (1973), «Рождение идеи и метода адсорбционной хроматографии» (1991), «М. С. Цвет — создатель хроматографии» (1997) и в переработанной для зарубежного читателя книге «Michael Tswett — the creator of chromatography» (2003), а также в десятках научных и научно-популярных публикациях, связанных с историей хроматрграфии. На основе архивных и иных материалов защитила докторскую диссертацию, а затем издала «Избранные труды М. С. Цвета» (2013). В это издание включены также отзывы современников об этих трудах, письма ученого к зарубежным коллегам, воспоминания о нём соотечественников и обстоятельный комментарий к ним. В нашей стране до середины XX в., кроме узкого круга ботаников, о трудах М. С. Цвета почти никто не знал, ничего не было известно и о самом исследователе, умершем в трудные годы Гражданской войны. Благодаря названным и многим другим своим публикациям это неведение полностью устранено, в том числе и за рубежом, где о таком неведении писали с 1937 г. Многие публикации Е. М. Сенченковой по истории хроматографии связаны с юбилейными датами этого метода и его создателя, в частности, со 150-летием со дня рождения М. С. Цвета и 120-летием хроматографии (2022, 2023), они названы ниже.
3) На историю агронаук Е. М. Сенченкова обратила внимание ещё аспиранткой, когда стала свидетелем безуспешных усилий коллег по возрождению дела Н. И. Вавилова о профессиональном изучении истории агронаук, начатого им в 1932—1935 гг. в руководимой им секции истории агрикультуры ИИНиТ АН СССР. Его заслугам на этом поприще она посвятила статью «Н. И. Вавилов и Институт истории наука и техники АН СССР» (ВИЕТ, 1988, № 2, с.82-90). Когда же ликвидация постигла и Проблемную группу истории агронаук ИИЕТ в 1991 г., подробно описала трудную участь данного направления исследований в очерке «Отверженность важного начинания Н. И. Вавилова» (Известия ТСХА, 2007, № 5, с.160-178). Работу, связанную с историей аграрных наук, с 1991 г. вела на общественных началах в рамках Секции истории агронаук Советского/Российского национального объединения по истории естествознания и техники АН СССР/РАН, а затем — с 1996 г. как сотрудник Отдела истории химико-биологических наук ИИЕТ. К сожалению, славное начинание академика-энтузиаста по системному изучению истории аграрных наук существует лишь за рубежом Е. М. Сенченкова опубликовала десятки научных биографий в энциклопедиях и организовала многие заседания секции, посвященные различным деятелям сельскохозяйственных наук. По заданию ВАКа составила программу и методическое пособие для сдачи кандидатских экзаменов по истории сельскохозяйственных и ветеринарных наук (см. "Программы кандидатских экзаменов по истории и философии наук о живой природе (биологии, медицины и сельского хозяйства). 2004, с.15-22).
Ещё в кандидатской диссертации Е. М. Сенченкова попутно затронула тему о первых шагах М. В. Ломоносова в направлении единения науки и сельского хозяйства России, чему позже посвятила статью «У истоков отечественной агрономической науки» (Агрохимия, 1986, № 11, с.139-142). Так как эта тема в творчестве М. В. Ломоносова почти никем не затрагивалась, то она посвятила ей, особенно в связи с 300-летием со дня рождения первого русского академика, серию сообщений на Годичных научных конференциях ИИЕТ: «Прожект о создании первого агронаучного учреждения» (2006, с.335-337), «У истоков науки о лесе в России» (2010, с.336-339), «Предвестник отечественного почвоведения» (2011, с.357-361), «Начала агронаучных познаний М. В. Ломоносова» (2015, с. 173—177), а также «Истоки идей научного ведения сельского хозяйства в России» (Сб.: Новое о М. В. Ломоносове. 2011, с.379-392). Тогда же ею было напечатано сообщение «О неизвестной публикации М. В. Ломоносова» (ВИЕТ. 2011, вып.4, с.3-19).
Особым успехом в своей работе Е. М. Сенченкова считает ликвидацию массива «белых пятен» в сведениях о жизни и деятельности М. С. Цвета, ученого с мировым именем, и издание его избранных трудов. Неуспех видит в поражении противостояния действиям ИИЕТ по захоронению дела Н. И. Вавилова по развитию системного изучения истории сельскохозяйственных наук, столь плодотворного за рубежом.

## Избранные публикации и рецензии на них (из справочника ИИЕТ. 2014[2])
- Андрей Сергеевич Фаминцын (к 40-летию со дня смерти). Ботан. журнал. 1960, т.45, № 2. С.309-317.
- К. А. Тимирязев и учение о фотосинтезе. М.: Изд-во АН СССР, 1961. 182 с.
- В. Д. Дементьев — ученик К. А. Тимирязева // Труды ИИЕТ АН СССР, вып.8, т.36 История биологических наук. М. 1961, т. 36. Стр. 244—258.
- Исследования хлорофилла в трудах В. Н. Любименко и их современного развитие // Сб.: Физические и химические основы жизненных явлений. 1963., стр. 147—213.
- Михаил Семенович Цвет. 1872—1919. М.: Наука, 1973. 307 с.
- Рождение идеи и метода адсорбционной хроматографии. М.: Наука, 1991. 228 с.
- М. С. Цвет — создатель хроматографии. М.: Янус-К, 1997. 440 с.
- История создания хроматографии и её научных основ в трудах М. С. Цвета. Диссертация на соискание степени доктора химических наук в форме научного доклада. М. Ин-т физической химии РАН. — 2000. 55 с.
- Michael Tswett — the creator of chromatography. Moscow, 2003. 330 p.
- Отверженность важного начинания Н. И. Вавилова (К 75-летию первой в России институализации истории агронаук). Изв. ТСХА, 2007, № 5. С.160-178.
- О неизвестной публикации М. В. Ломоносова. ВИЕТ, 2011, № 4. С.3-19.
- М. В. Ломоносов: Истоки идей научного ведения сельского хозяйства в России. Сб.: Новое о М. В. Ломоносове: Материалы и исследования / Сост. С. С. Илизаров. М.: Янус-К, 2011. С.379-392.
- В. Н. Половцова — первая русская женщина-фитофизиолог // Материалы VII Международной научной конференции Российской Ассоциации исследователей женской истории. М.: ИЭА РАН, 2014. Т 2. С. 498—501.От составителя. Избранные труды М. С. Цвета. М: Наука, 2013. С.5-180. Комментарии к трудам М. С. Цвета и к мемориальным материалам. С.590-651.
- Рецензии на публикации Е. М. Сенченковой:
- На книгу «К. А. Тимирязев и учение о фотосинтезе растений» (1961): SestakZ. // Preslia, 1963, Т. 35, s.359-360. На книгу '«Михаил Семенович Цвет»(1973): [Б.а.] // Природа. 1974, № 6, с.110; ŠestákZ. // Photosynthetica. 1974, v.8, № 3, p.327; Калмыков К. Ф. // ВИЕТ, 1975, вып.4, с.82-83;Клешнин А. Ф. // Физиол. растений. 1975, вып.1, с.214-215; Благовещенский А. В., Гапон Т. Б. // Биохимия, 1976, т.41, вып.4, с.749-750; GaponT.B. // Kwartalnikhistoriinaukiitechniki.Warszawa. 1976, v.21, № 4, s.790-792. На книгу «Рождение идеи и метода адсорбционной хроматографии» (1991):Хайс И. М. Предисловие С.3-5; Рачинский В. В. // Ж. физич. химии. 1993. Т.67, № 3, с.639; «М. С. Цвет — создатель хроматографии» (1997):Рачинский В. В. Предисловие. С.3-4;Рачинский В. В. // Ж. аналитич. химии. 1999. Т.54, № 4, с.445-446. На книгу"Избранные труды М. С. Цвета" (2013): РоднчйА. Н.// Вопросы истории естествознания и техники. 2014, № 2. С. 161—166; ДаванковВ. А.//Ж.аналитич. химии. 2015. Т. 70, № 8. С. 893.

## Награды
- Диплом 1-й степени ИИЕТ за труд «История биологии» (1973);
- Диплом 1-й степени МОИП за книгу «Михаил Семенович Цвет» (1974);
- Почетный диплом МОИП в связи с 175-летием «за многолетнюю активную деятельность в Обществе» (1977);
- Почетная грамота в связи с 50-летием БСЭ «за плодотворную деятельность в создании советской энциклопедической литературы» (1975);
- Диплом 2-й степени ИИЕТ за труд «Научные связи с Великобританией» (1978);
- Медаль «Ветеран труда» Московского горсовета (1988);
- Почетный знак «За вклад в историю науки и техники» ИИЕТ РАН (2012).